# بطلمیوس نهم لاتیروس
بطلمیوس نهم ساتر دوم (به انگلیسی: Ptolemy IX Soter II) یا لاتیروس (به انگلیسی: Lathyros؛ به معنی گیاه و گل «خلر»؛ به یونانی: Πτολεμαῖος Σωτήρ Λάθυρος باتلفظ: Ptolemaĩos Sōtḗr Láthuros؛ زاده حدود ۱۴۲ یا ۱۴۳ پیش از میلاد - درگذشته ۸۱ پیش از میلاد) در سه زمان مختلف پادشاه مصر باستان و از اعضای دودمان سلطنتی مقدونی‌نژاد بطالسه بود. او با مداخله در حکومت برادرش بطلمیوس هشتم الکساندر از سال ۱۱۶ قبل از میلاد تا ۱۱۰ سال قبل از میلاد، همچنین از ۱۰۹ تا ۱۰۷ و باز از ۸۸ تا ۸۱ قبل از میلاد حکومت کرد.

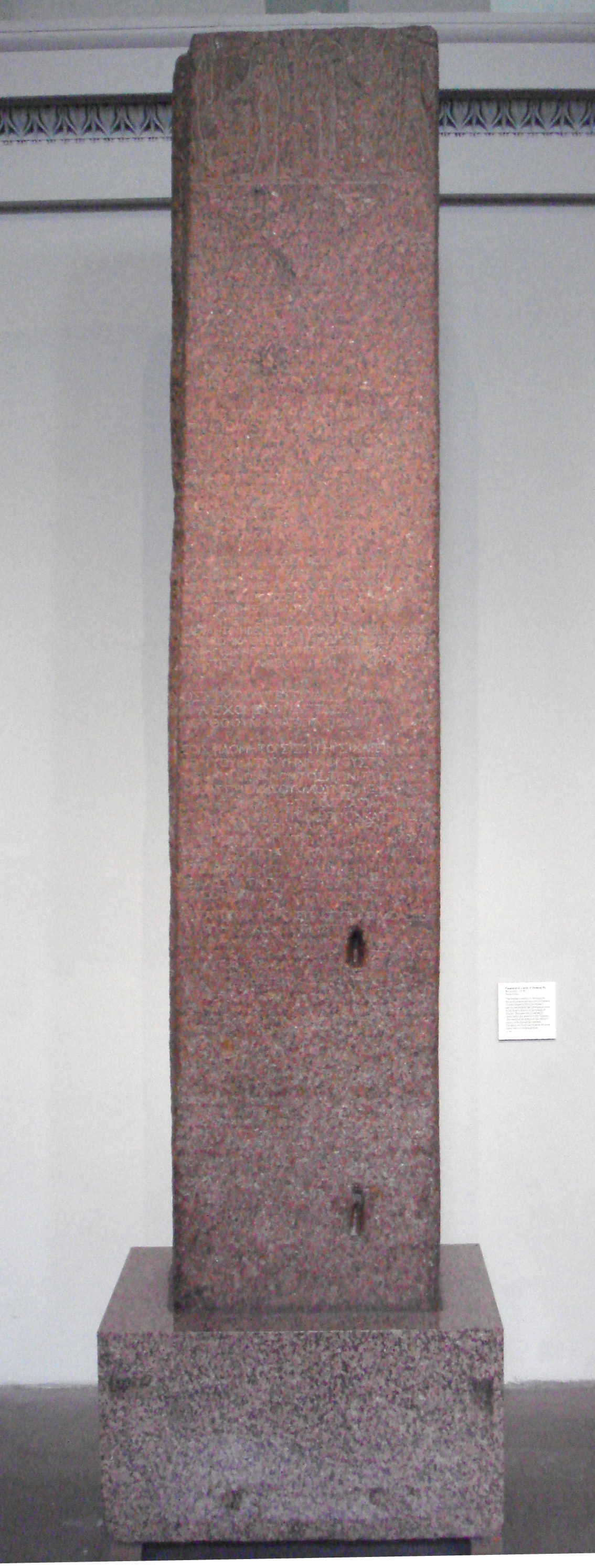
قطعه‌ای از یک استلا از بطلمیوس نهم. ۱۱۵ قبل از میلاد. اسوان

در ابتدا او توسط مادرش کلئوپاترا سوم به عنوان شریک سلطنتش انتخاب شد. پدر او بطلمیوس هشتم خواسته بود که همسرش همراه با یکی از پسرانش حکومت کند. هر چند کلئوپاترا بیشتر تحت فشار بود که پسر دیگرش الکساندر را انتخاب کند. لاتیروس با خواهرش کلئوپاترا چهارم ازدواج کرد اما مادر او را تحت فشار قرار داد که به جای او با خواهر کوچکتر کلئوپاترا سلنه ازدواج کند. بعدها مادر ادعا کرد که لاتیروس سعی در کشتن او داشته و به راحتی او را عزل کرد و پسر مورد علاقه‌اش الکساندر را در تاج و تخت شریک خودش قرار داد. اما او پس از رشد بطلمیوس دهم، لاتیروس را به تاج و تخت بازگرداند. او خیلی زود توسط بطلمیوس دهم به قتل رسید تا دوباره به تاج و تخت برسد. سپس بطلمیوس دهم در جنگ کشته شد و دوباره بطلمیوس نهم لاتیروس تا زمان مرگش حاکم بود.

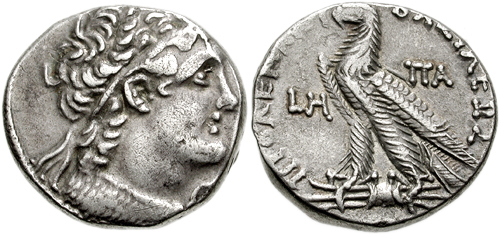
نقره تترادراخما فرعون مصر بطلمیوس نهم ساتر دوم. سال ۱۰۹ قبل از میلاد.

## یادداشت
1. ↑  شماره بطلمیوس یک روش مدرن است؛ یونانیان آنها را با لقب یا نام مستعار از یکدیگر متمایز می‌کردند. شماره داده شده در اینجا اجماع صاحب‌نظران در حال حاضر است و برخی از اختلاف نظرها به‌ویژه در قرن نوزدهم موجود است.